# 岸野末利加

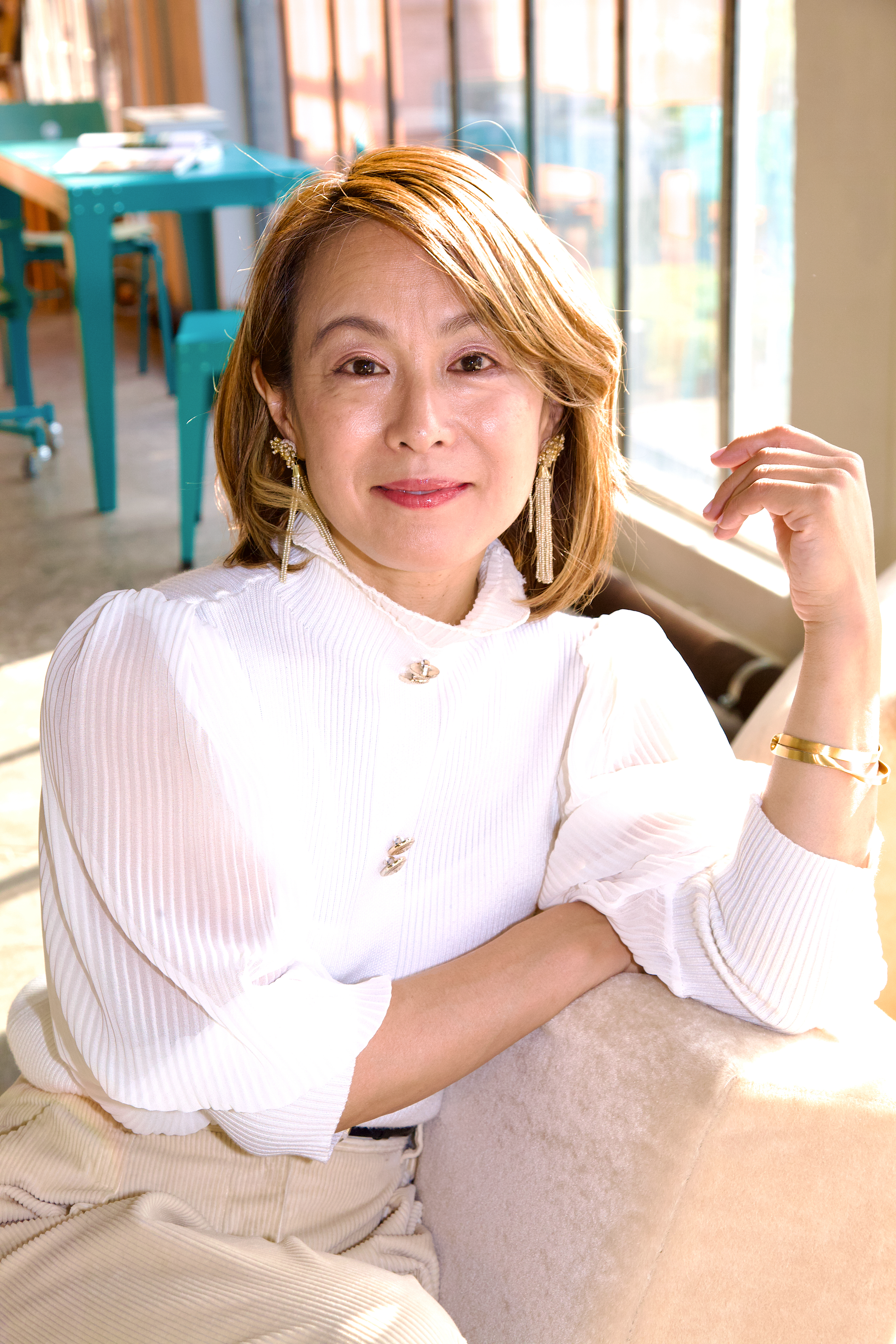
岸野 末利加（作曲家）2023年10月7日

岸野 末利加（きしの まりか、1971年 - ）は日本出身の現代音楽の日本人の作曲家。ドイツのケルン在住。

## 経歴
1971年7月16日京都府京都市生まれ。父親は寺の住職。同志社大学法学部法律学科に進学、1994年に卒業。卒業後は法律事務所に勤めた。この頃から作曲を始め、作曲活動を本格化させるべく渡仏。
エコールノルマル音楽院にて平義久の下で学んだ後、リヨン国立高等音楽院にてロベール・パスカル、IRCAM（フランス国立電子音響音楽研究所）にてフィリップ・ルルーに師事。同音楽院在学中に日本音楽コンクール作曲部門第3位を受賞し、卒業後はフランスのIRCAMで電子音響音楽の研究にあたった。2006年第5回GRAME（電子音楽適応音楽研究グループ/フランス国立電子音楽創造センター）と l´EOC（アンサンブル・オーケストラル・コンテンポラン）による作曲コンクール第1位。2006年からドイツのケルンを拠点に作曲活動を行い、作品は全てゼルボーニ音楽出版社から出版されている。
シュトゥットガルト・アカデミー・シュロッス・ソリチュード
、ニーダーザクセン州・シュライアン芸術村、ノルトライン＝ヴェストファーレン州、カリフォルニア州・ジェラッシーアーティストレジデンシー、南西ドイツ放送局のエクスペリメンタルスタジオ、 カールスルーエ・アート・アンド・メディア・センター（ZKM）、 フランス音楽研究グループ（L´Ina GRM）、アンリー・プッスール電子音楽スタジオ などの奨学招待作曲家。NHK交響楽団主催第69回尾高賞受賞。2024-25年度ドイツ政府によるローマ賞（ドイツ・アカデミー・ローマ・ヴィラ・マッシモ）受賞。
作品はヨーロッパを中心に、 ラジオ・フランス・プレザンス、ストラスブール・ムジカ、リヨン・ビエナーレ・ミュージック・アン・センヌ、ライ・ヌオヴァムジカ、ウルティマ・オスロ現代音楽祭、フランス音楽研究グループ（L´Ina GRM）、ベルリン・ウルトラシャル、シュトウットガルト・サマーフェスティバル、エッセン・ナウ音楽祭、ケルン・アートブリュッケン音楽祭、西部ドイツ放送、ドイツランド放送局、フランクフルト放送局、南西ドイツ放送などで委嘱初演、再演、放送されている。

## 作曲作品について

### 作風
旋律を持つ従来の手法とは一線を画した作風で、偶発的リズムを意図的に創作したり、残響を利用した緻密な手法により緊張感の高い作品を多く書いている。作品の多くは、楽器の配置を細かく考えた上で、旋律や和声による形式的な彩色を意識的に避けている。美的な音色を極限まで押さえた独特の響きが聴衆に強い印象を与え、空間音楽としての立体効果を高めている。

### 演奏
演奏団体別では、リヨン国立管弦楽団、フランス放送フィルハーモニー管弦楽団、 ベルリン・ドイツ交響楽団、RAI国立交響楽団、hr交響楽団、ボーフム交響楽団、東京混声合唱団、コア・ヴェルク・ルール、オスロ・シンフォニエッタ、アンサンブル・オーケストラ・コンテンポラン、ムジーク・ファブリック、アンサンブル・アスコ・シェーンベルクなどによって演奏されている。
近年の作品では、2013年にラジオ・フランス委嘱の『箏コンチェルト』がジャン・ミハエル・ラヴォワ指揮で後藤真起子とフランス放送フィルハーモニー管弦楽団によって、2015年はケルンフィルハーモニーで、アートブリュッケン音楽祭委嘱のトローンボーンコンチェルト『Heliodor』がバス・ヴィーガースの指揮でアスコ・シェーンベルクアンサンブルによって、またエッセンフィルハーモニーで同フィルハーモニー委嘱の合唱とオーケストラのための『Chant』がフロリアン・ヘルガ指揮でコア・ヴェルクルールとボーフム交響楽団によって初演されている。

## 主要作品

### 管弦楽曲
- Du Firmament 蒼穹から(2001-02)
- Fluxus ac Refluxus フルクサス・アク・リフルクスサス(2008)
  - 7群に分かれたオーケストラの為
- Zur Tiefe (2013)
- Chant 詠歌(2015)
  - 合唱とオーケストラのため
- Shades of Ochre シェーズ・オブ・オーカー(2017)
  - オーケストラのため

### 協奏曲
- Himmelwärts II / Vers Le Ciel II (2007)
  - フルート、打楽器、16人の弦楽合奏のため
- Rayons Crépusculaires 薄明光線(2007 / 2008)
  - 大太鼓と三群に分かれた14人の奏者、8チャンネルのライヴエレクトロニックのため
- Concerto pour Koto 箏コンチェルト(2013)
  - 箏とオーケストラのための
- Heliodor ヘリオドール 存在せぬ国のための国歌 (2015)
  - トロンボーンと17人の奏者のため
- チェロとオーケストラのための「What theThunder Said／雷神の言葉」 (2021)
  - 第69回尾高賞受賞作品

### 器楽曲2021
アンサンブル
- Danse du zéphy ダンス・ドウ・ゼフィー(2003)
  - 17 人の奏者のため
- Sensitive Chaos 繊細なるカオス(2010)
  - E・ギター、トランペット、トロンボーン、ピアノ、2人の打楽器奏者、チェロのため
- Stratus - Altocumulus - Cirrus (2014)
  - 三群に分かれた9人の音楽家のため
- HELIODOR ヘリオドール 存在せぬ国のための国歌 (2015)
  - トロンボーンと17人の奏者のため
- Ochres II オーカース II(2017)
  - フルート、オーボエ、クラリネットとアンサンブルのため

室内楽（6人以下）
- Epure 純化 (1998 – 1999)
  - 弦楽四重奏のため
- Astral アストラ(2001)
  - フルート、ギター、打楽器、ピアノ、ヴァイオリン、チェロのため
- Scintillation シンチレーション (2002)
  - 正岡子規の四つの俳句によせて
  - ピアノ、チェンバロのため
- Epanouissement II 開花 II(2004)
- ハープ、フルートのため
- Himmelsleiter ヒメルスライター(2006)
  - アルトフルート、バスクラリネット、トランペット、ピアノ、ヴァイオリン、チェロのため
- Himmelsleiter II ヒメルスライターII(2006 – rev.13)
  - アルトフルート、バスクラリネット、トランペット、ハープ、ヴァイオリン、チェロのため
- Himmelwärts / vers le ciel 天空へ (2006)
  - フルート、打楽器、弦楽三重奏のため
- Seventeen Steps セヴンティーンステップス(2006)
  - 篠原眞師の75歳の誕生日を祝して
  - アルトフルート、十七絃箏、ピアノ、ヴァイオリンのため
- Erwachen 覚醒 (2007)
  - グレートバスリコーダー、十七絃箏、打楽器のため
- Halo ハロ(2007)
  - 2台のバスクラリネット（1台クラリネットに持ち替え）
- Erwachen II 覚醒 II (2008)
  - バスフルート、十七絃箏、打楽器のため
- Aqua Vitae II 生命の水II (2010)
  - アルトフルート、バスクラリネット、打楽器、ヴァイオリン、チェロのため
- Vagues des Passions 情熱の波 (2010)
  - マリンバ、ヴィブラフォンのため
- Lamento 哀歌 (2013)
  - 福島民謡をもとにした2台のバイオリンのための
- Lamento II 哀歌 II (2013 – rev.14)
  - 福島民謡をもとにしたヴァイオリンとヴィオラのための
- Ha-Dô 波動 (2017)
  - 箏とテグムのため

独奏
- Danse automnale de feuilles vermeilles 紅葉の舞 (1997)
  - ピアノ独奏曲
- Epanouissement 開花 (2003)
  - チェロ独奏曲
- Koi Hanété...  鯉はねて...(2006)
  - ピアノ独奏曲

### 単彩の庭シリーズ（室内楽・独奏）
- Monochromer Garten (2011)
  - 室内楽
  - アコーデオン、チェロのため
- Monochromer Garten II (2011) 
  - 室内楽
  - バスクラリネット、バリトンサックスフォーン、トロンボーンのため
- Monochromer Garten III (2012)
  - 独奏
  - ティンパニー独奏曲
- Monochromer Garten IV (2012)
  - 独奏・三十絃箏独奏曲
- Monochromer Garten V (2012)
  - 独奏
  - 十三絃箏と十七絃箏のための独奏曲
- Monochromer Garten VI (2015)
  - 独奏
  - ヴィオラ独奏曲
- Monochromer Garten VII (2015)
  - 室内楽
  - リコーダーと打楽器のため
- Monochromer Garten VIII (2016)
  - 独奏
  - アルトフルート独奏曲

### 歌曲
合唱、ボーカルアンサンブル
- Satsuki „五月” (2000) 混声合唱、2台のトランペット、トロンボーン，打楽器のため
- Prayer /祈り(2011)  混声合唱、ア・カペラのため
- Lo mes d’abrièu s’es en anat „四月は去った“ (2005)  12人の女性の声、児童合唱と電子音
- Ichimai-kishomon „一枚起請文” (2011)  混声合唱、僧の声、篳篥、笙、打楽器、２０絃箏、弦楽三重奏
- Dialogue Invisible„見えない対話"  (2012) 9人の女性の声のための
- Chant „詠歌” (2015) 合唱とオーケストラのため

声楽
- Battement „鼓動”(2003)  バリトンとピアノのため
- Hila – Hila to… (2009)  カウンターテノール、ギター、トランペット、トロンボーン、二人の打楽器、ピアノ、チェロのため
- Miraiken-kara „未来圏から" (2012) 能謡とアルトフルートのため

### 楽器とエレクトロニクス
- Irisation Aquatique/イリザシヨン・アクアテイック (2002)
  - バスクラリネット、ピアノ、チェロ、電子音
- Eclosion/開花 (2005) 
  - ハープと9チャンネルのライヴエレクトロニクス ／ IRCAMにて制作
- Lo mes d’abrièu s’es en anat/四月は去った  (2005)
  - 12人の女性の声、児童合唱と電子音
  - ベルリン工科大学にて制作
- Abstentia/アブステンテイア (2007)
  - ダンスと電子音楽
- Lebensfunke/レーベンスフンケ (2007)
  - 大太鼓と電子音
  - SWR エクスペリメンタルスタジオにて制作
- Rayons Crépusculaires/薄明光線 (2007-08)
  - 大太鼓と三群に分かれた14人の奏者、8チャンネルのライヴエレクトロニクス
  - GRAME にて制作
- Aqua vitae /生命の水 (2008)
  - 2台ピアノ、2人のウォーターパーカッション奏者、8チャンネルのライヴエレクトロニクス
  - ZKMにて制作
- Lebensfunke II/レ–ベンスフンケ II (2009)
  - 大太鼓と8チャンネルのライヴエレクトロニクス
  - SWR エクスペリメンタルスタジオにて制作
- Qualia/クオリア (2009)
  - 17絃箏、10チャンネルのライヴエレクトロニクス
  - L´Ina-GRMにて制作